# Чемпионат мира по лыжным видам спорта среди юниоров 2003
36-й чемпионат мира по лыжным видам спорта среди юниоров (англ. 2003 Nordic Junior World Ski Championships, нем. Nordische Junioren-Skiweltmeisterschaften 2003) проходил с 4 по 9 февраля 2003 года в шведском Соллефтео.
Во время чемпионата было разыграно 13 комплектов медалей в трёх дисциплинах: прыжках с трамплина, лыжном двоеборье и в лыжных гонках.
Победу в медальном зачёте одержала команда России, выигравшая 4 золотых, 2 серебряных и 4 бронзовые награды.

## Медальный зачёт
Страна-хозяйка соревнований 
| Место | Страна    | Золото | Серебро | Бронза | Всего |
| ----- | --------- | ------ | ------- | ------ | ----- |
| 1     | Россия    | 4      | 2       | 4      | 10    |
| 2     | Германия  | 4      | 0       | 1      | 5     |
| 3     | Норвегия  | 2      | 3       | 3      | 8     |
| 4     | Австрия   | 2      | 1       | 0      | 3     |
| 5     | Финляндия | 1      | 1       | 1      | 3     |
| 6     | Словения  | 0      | 2       | 0      | 2     |
| 7     | Франция   | 0      | 1       | 2      | 3     |
| 8     | Швеция    | 0      | 1       | 1      | 2     |
| 9     | Казахстан | 0      | 1       | 0      | 1     |
| 9     | Польша    | 0      | 1       | 0      | 1     |
| 11    | Чехия     | 0      | 0       | 1      | 1     |
| Всего | Всего     | 13     | 13      | 13     | 39    |

## Медалисты

### Юниоры

#### Лыжные гонки
| Event                         | Золото                                                                             | Золото    | Серебро                                                                                   | Серебро | Бронза                                                                     | Бронза  |
| ----------------------------- | ---------------------------------------------------------------------------------- | --------- | ----------------------------------------------------------------------------------------- | ------- | -------------------------------------------------------------------------- | ------- |
| Юниоры                        |                                                                                    |           |                                                                                           |         |                                                                            |         |
| Спринт СС                     | Юхан Хьёльстад · Норвегия                                                          |           | Эрик Баккейорд · Норвегия                                                                 |         | Сильвен Фаньяс Кларет · Франция                                            |         |
| 10 км Индивидуальная гонка КС | Евгений Дементьев · Россия                                                         | 27:40,0   | Евгений Кошевой · Казахстан                                                               | +29,1   | Максим Булгаков · Россия                                                   | +31,9   |
| 30 км Масс-старт СС           | Крис Йесперсен · Норвегия                                                          | 1:23:13,5 | Алексей Петухов · Россия                                                                  | +33,2   | Евгений Дементьев · Россия                                                 | +57,5   |
| 4×10 км Эстафета КС/СС        | Россия · Максим Булгаков · Артём Норин · Евгений Дементьев · Алексей Петухов       | 1:45:39,7 | Норвегия · Эйстейн Петтерсен · Мартин Йонсруд Сундбю · Тор Асле Йердален · Крис Йесперсен | +2:11,7 | Германия · Стив Ульманн · Штефан Кирхнер · Франц Гёринг · Эрик Шнайдер     | +3:10,9 |
| Юниорки                       |                                                                                    |           |                                                                                           |         |                                                                            |         |
| Спринт СС                     | Николь Фессель · Германия                                                          |           | Юстина Ковальчик · Польша                                                                 |         | Кристина Матисен · Норвегия                                                |         |
| 5 км Индивидуальная гонка КС  | Мона-Лийса Мальвалехто · Финляндия                                                 | 15:23,5   | Екатерина Воронцова · Россия                                                              | +25,8   | Елена Плоцкая · Россия                                                     | +31,0   |
| 15 км Масс-старт СС           | Екатерина Воронцова · Россия                                                       | 46:37,7   | Мария Рюдквист · Швеция                                                                   | +36,7   | Ирина Артёмова · Россия                                                    | +39,4   |
| 4×5 км Эстафета КС/СС         | Россия · Валентина Новикова · Елена Плоцкая · Ирина Артёмова · Екатерина Воронцова | 58:51,3   | Финляндия · Реетта Яскелайнен · Мона-Лийса Мальвалехто · Хилла Херранен · Лотта Путтонен  | + 29,0  | Швеция · Джулия Лимби · Хелена Калландер · Ханна Форсберг · Мария Рюдквист | +45,2   |

#### Лыжное двоеборье
| Event       | Золото                                                                    | Золото  | Серебро                                                                       | Серебро | Бронза                                                                        | Бронза |
| ----------- | ------------------------------------------------------------------------- | ------- | ----------------------------------------------------------------------------- | ------- | ----------------------------------------------------------------------------- | ------ |
| НТ + 5 км   | Бьёрн Кирхайзен · Германия                                                | 14:02,6 | Давид Цаунер · Австрия                                                        | +8,7    | Петтер Танде · Норвегия                                                       | +28,4  |
| НТ + 10 км  | Бьёрн Кирхайзен · Германия                                                | 28:39,2 | Себастьен Лакруа · Франция                                                    | +13,3   | Петтер Танде · Норвегия                                                       | +45,5  |
| НТ + 4×5 км | Германия · Битц, Кристиан · Марко Кюхне · Тино Эдельман · Бьёрн Кирхайзен |         | Норвегия · Магнус Моан · Петтер Танде · Джон-Ричард Рандсвин · Микко Коксльен |         | Франция · Максим Лаэрт · Себастьен Лакруа · Франсуа Бро · Джейсон Лами-Шаппюи |        |

#### Прыжки с трамплина
| Event                          | Золото                                                                           | Золото | Серебро                                                        | Серебро | Бронза                                                                  | Бронза |
| ------------------------------ | -------------------------------------------------------------------------------- | ------ | -------------------------------------------------------------- | ------- | ----------------------------------------------------------------------- | ------ |
| НТ Индивидуальные соревнования | Томас Моргенштерн · Австрия                                                      | 261,0  | Рок Бенкович · Словения                                        | 258,2   | Ян Мазох · Чехия                                                        | 241,9  |
| НТ Командные соревнования      | Австрия · Николас Феттнер · Кристоф Стрикнер · Роланд Мюллер · Томас Моргенштерн | 945,2  | Словения · Рок Бенкович · Юре Богатай · Рок Урбанц · Яка Облак | 944,8   | Финляндия · Яркко Хейкконен · Антти Песонен · Олли Пеккала · Харри Олли | 895,1  |